# Iris kobayashii
Iris kobayashii là một loài thực vật có hoa trong họ Diên vĩ. Loài này được Kitag. miêu tả khoa học đầu tiên năm 1933.